# Beatriz Enríquez de Arana
Pour les articles homonymes, voir Arana.
Beatriz Enríquez de Arana (1467-1521), née et morte à Santa María de Trassierra près de Cordoue, est connue pour avoir entretenu une liaison avec Christophe Colomb à qui elle a donné un fils, Fernand. 

## Éléments biographiques
Selon Rafael Ramírez de Arellano, son père ou beau-père s’appelait Pedro de Torquemada et sa mère Ana Núñez de Arana. Elle et son frère, Pedro, auraient pris le nom de leur tante maternelle Mayor Enríquez de Arana, l’une des parentes les ayant recueillis après la mort de leurs parents en 1471. Les Arana et les Núñez étaient des familles rurales d’origine modeste, mais ayant acquis un peu de bien. Beatriz savait semble-t-il lire et écrire. Néanmoins, on considère généralement que sa situation sociale est la raison pour laquelle Christophe Colomb ne l’a pas épousée, il espérait une meilleure alliance plus conforme à ses aspirations sociales. 
Elle l'avait rencontré au plus tard en 1487 à Cordoue, alors qu’il démarchait en Espagne les rois catholiques pour obtenir leur soutien dans son projet de voyage aux Indes par l'ouest. Fernand naquit en 1488. Lors de son premier voyage, auquel prit part Diego de Arana, cousin ou oncle de Beatriz, le navigateur lui confia Fernand et Diego, fils de sa défunte femme Filipa Moniz. Un neveu de Beatriz, Pedro de Arana, fut du troisième voyage.
Il semble que la relation se soit distendue après 1493. Les deux fils de Colomb furent placés comme pages auprès de l’infant Don Juan. Il semble qu'elle ne revit jamais Fernand. Colomb lui attribua une rente à vie de 10 000 maravédis, qu’il confirma dans son testament de 1502. Dans le codicille de 1506, il demanda à son fils Diego de subvenir à ses besoins, mentionnant «… je lui suis redevable de beaucoup et cela me pèse sur la conscience, pour des raisons qu’il ne convient pas de mentionner ici. ». Néanmoins, il semble que Beatriz n’ait jamais rien reçu. Des actes notariaux la montrent toujours célibataire sur la fin de sa vie.